# Papirus 124
Papirus 124 (według numeracji Gregory-Aland), oznaczany symbolem {\displaystyle {\mathfrak {P}}^{124}} – grecki rękopis Nowego Testamentu, spisany w formie kodeksu na papirusie. Paleograficznie datowany jest na VI wiek. Zawiera fragmenty 2. Listu do Koryntian.

## Opis
Zachowały się fragmenty jednej karty 2. Listu do Koryntian (11,1-4.6-9). Tekst pisany jest jedną kolumną na stronę. Oryginalna karta miała 26 linijek tekstu na stronę. Zachowany fragment zawiera 14 linijek tekstu.

## Historia
Na liście rękopisów znalezionych w Oksyrynchos umieszczony został na pozycji 4845. Tekst rękopisu opublikowany został w 2008 roku. INTF umieścił go na liście rękopisów Nowego Testamentu, w grupie papirusów, dając mu numer 124.
Rękopis datowany jest przez Instytut Badań Tekstu Nowego Testamentu na VI wiek.
Obecnie przechowywany jest w Ashmolean Museum (Papyrology Rooms, P. Oxy. 4845) w Oksfordzie.